# Großokrilla

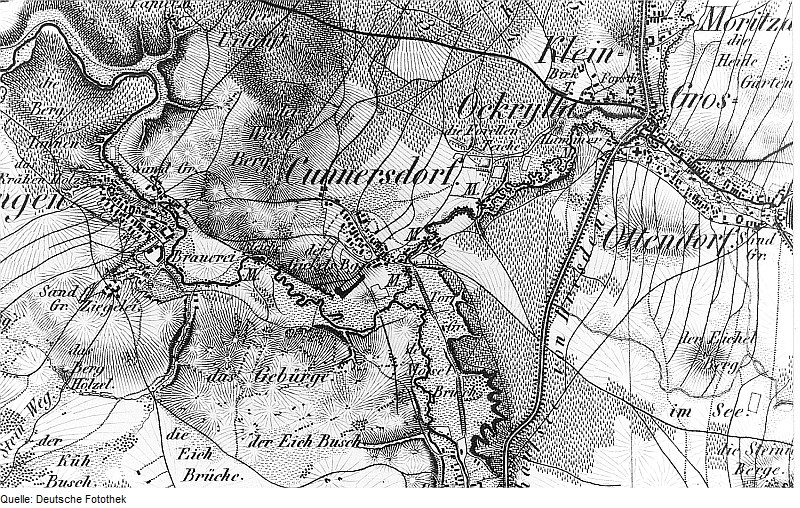
„Gros-Ockrylla“ auf einer Karte aus dem 19. Jahrhundert

Großokrilla ist ein Teil des Ortsteils Ottendorf-Okrilla in der gleichnamigen Gemeinde im Landkreis Bautzen in Sachsen.

## Geographie
Großokrilla liegt in der gleichnamigen Gemarkung im Nordosten der Gemeinde Ottendorf-Okrilla nördlich von Dresden. Benachbarte Orte sind die Ottendorf-Okrillaer Ortsteile Kleinokrilla im Westen, Moritzdorf im Norden sowie Ottendorf im Osten und Süden. Der Großokrillaer Dorfkern liegt Bundesstraße 97 an der Mündung der Orla in die Kleine Röder. Am Haltepunkt Ottendorf-Okrilla hat Großokrilla Anschluss an die Bahnstrecke Dresden–Straßgräbchen-Bernsdorf. 

## Geschichte
Der Ort fand 1453 erstmals Erwähnung als „die Okryll“. Der Ortsname ist altsorbischen Ursprungs und leitet sich von *okrugła („rund“, „kreisförmig“, vgl. Okrug für „Kreis“) ab. Er bedeutet somit „Siedlung auf/bei der Rundung“. Im Jahre 1528 taucht „der Kretzschmar zu Ottendorf, der Okrull genannt“, in einer Urkunde auf. Deshalb ist davon auszugehen, dass ursprünglich nur der Ottendorfer Kretscham bzw. dessen Betreiber so hieß. In den folgenden Jahrhunderten sind unter anderem die Schreibweisen „auf der Akrel“, „Okruel“, „zur Ockrill“, „Hockrill“ und „Ocrilla“ verbürgt. Im 17. Jahrhundert begann die Unterscheidung von „Grossen Ockrilla“ bzw. „Groß Ockrylla“ und dem benachbarten Kleinokrilla.
Großokrilla bestand aus platzdorfartig angeordneten Häuserzeilen mit einer 47 Hektar großen Blockflur. Eingepfarrt war es ins nahe Ottendorf. Die Verwaltung des Amtsdorfes oblag dem Amt Laußnitz. Im Jahre 1856 gehörte Großokrilla dann zum Gerichtsamt Radeberg und kam danach zur Amtshauptmannschaft Dresden, aus der der Kreis Dresden-Land hervorging. Auf Grundlage der Landgemeindeordnung von 1838 erlangte Großokrilla seine Selbstständigkeit als Landgemeinde. Mit Ottendorf-Moritzdorf vereinigte sich Großokrilla am 1. Juli 1921 zur Gemeinde Ottendorf-Okrilla. Nach der Auflösung des Kreises Dresden-Land kam die Gemeinde zum Landkreis Kamenz, der wiederum 2008 dem Landkreis Bautzen angegliedert wurde.

## Einwohnerentwicklung
| Jahr | Einwohner                    |
| ---- | ---------------------------- |
| 1551 | 5 besessene Mann, 6 Häusler  |
| 1764 | 2 besessene Mann, 25 Gärtner |
| 1834 | 177                          |
| 1871 | 276                          |
| 1890 | 375                          |
| 1910 | 531                          |
| 1925 | siehe Ottendorf-Okrilla      |